# Persone di nome Jennifer/Attrici
| Questa pagina contiene informazioni ricavate automaticamente dalle voci biografiche con l'ausilio del template Bio e di un bot. L'aggiornamento è periodico e automatico e ricostruisce completamente la pagina. Se manca una persona in questa lista, sei pregato di non aggiungerla, ma accertati piuttosto che la sua voce biografica contenga il template Bio e che i dati anagrafici siano correttamente compilati. Se il template Bio manca, inseriscilo tu stesso o, in alternativa, metti l'avviso {{tmp\|Bio}} che ne segnala la mancanza. Se i dati riportati sono sbagliati, correggi direttamente la voce biografica; le modifiche saranno visibili in questa lista entro pochi giorni. Per chiarimenti vedi il progetto antroponimi. La lista contiene solo le 76 persone che sono citate nell'enciclopedia e per le quali è stato implementato correttamente il template Bio. Pagina aggiornata al 16 ott 2024. |

Questa è una lista di persone presenti nell'enciclopedia che hanno il nome Jennifer e sono attrici.

## A(3)
- Jenny Agutter, attrice britannica (Taunton, n. 1952)
- Jennifer Aniston, attrice statunitense (Los Angeles, n. 1969)
- Jennifer Aspen, attrice statunitense (Richmond, n. 1973)

## B(8)
- Jennifer Banko, attrice statunitense (Riverside, n. 1978)
- Jennifer Bassey, attrice statunitense (Chicago, n. 1942)
- Jennifer Beals, attrice statunitense (Chicago, n. 1963)
- Jenny Beck, attrice statunitense (Los Angeles, n. 1974)
- Jennifer Blanc, attrice statunitense (New York, n. 1974)
- Jennifer Butt, attrice statunitense (Valparaiso, n. 1958)
- Jenna Elfman, attrice statunitense (Los Angeles, n. 1971)
- Jennifer Taylor, attrice e sceneggiatrice statunitense (Hoboken, n. 1972)

## C(4)
- Jennifer Carpenter, attrice statunitense (Louisville, n. 1979)
- Jennifer Connelly, attrice e ex modella statunitense (Cairo, n. 1970)
- Jennifer Coolidge, attrice statunitense (Boston, n. 1961)
- Jennifer Crystal, attrice statunitense (Los Angeles, n. 1973)

## D(3)
- Jennifer Dale, attrice canadese (Toronto, n. 1956)
- Jennifer Damiano, attrice e cantante statunitense (White Plains, n. 1991)
- Jennifer Decker, attrice francese (Seine-Port, n. 1982)

## E(4)
- Jennifer Edwards, attrice statunitense (Los Angeles, n. 1957)
- Jennifer Ehle, attrice statunitense (Winston-Salem, n. 1969)
- Jennifer Ellison, attrice, cantante e ballerina britannica (Liverpool, n. 1983)
- Jennifer Esposito, attrice statunitense (New York, n. 1973)

## F(2)
- Jennifer Finnigan, attrice canadese (Montréal, n. 1979)
- Jennifer Freeman, attrice statunitense (Los Angeles, n. 1985)

## G(7)
- Jennifer Gareis, attrice statunitense (Lancaster, n. 1970)
- Jennifer Garner, attrice, produttrice cinematografica e produttrice televisiva statunitense (Houston, n. 1972)
- Jennie Garth, attrice e ex modella statunitense (Urbana, n. 1972)
- Ginnifer Goodwin, attrice statunitense (Memphis, n. 1978)
- Jennifer Grant, attrice statunitense (Burbank, n. 1966)
- Jenna Leigh Green, attrice statunitense (West Hills, n. 1974)
- Jennifer Grey, attrice statunitense (New York, n. 1960)

## H(6)
- Jennifer Hammon, attrice statunitense (Winter Park, n. 1973)
- Jennifer Hetrick, attrice statunitense (Westerville, n. 1958)
- Jennifer Love Hewitt, attrice, cantautrice e produttrice cinematografica statunitense (Waco, n. 1979)
- Jennifer Hilary, attrice cinematografica e attrice teatrale britannica (Frimley, n. 1942 - Londra, † 2008)
- Jennifer Holland, attrice e modella statunitense (Chicago, n. 1987)
- Jennifer Holt, attrice statunitense (Hollywood, n. 1920 - Dorset, † 1997)

## I(1)
- Jennifer Irwin, attrice canadese (Toronto, n. 1975)

## J(2)
- Jennifer Jones, attrice statunitense (Tulsa, n. 1919 - Malibù, † 2009)
- Jennifer Jostyn, attrice statunitense (Boston, n. 1968)

## K(4)
- Jennifer Kendal, attrice britannica (Southport, n. 1934 - Londra, † 1984)
- Jennifer Kent, attrice, sceneggiatrice e regista australiana (Brisbane, n. 1969)
- Jennifer Kitchen, attrice statunitense (Toronto, n. 1971)
- Jennifer Kydd, attrice canadese (St. Margarets Bay, n. 1976)

## L(6)
- Jennifer Lawrence, attrice statunitense (Indian Hills, n. 1990)
- Jennifer Jason Leigh, attrice statunitense (Los Angeles, n. 1962)
- Jenny Lewis, attrice, cantante e musicista statunitense (Las Vegas, n. 1976)
- Jennifer Lien, attrice statunitense (Chicago, n. 1974)
- Jennifer Lopez, attrice, cantante e ballerina statunitense (New York, n. 1969)
- Jenn Lyon, attrice statunitense (High Point, n. 1980)

## M(5)
- Jenny McCarthy, attrice e modella statunitense (Chicago, n. 1972)
- Jennifer Miller, attrice canadese (Toronto, n. 1985)
- Jennifer Milmore, attrice statunitense (Rumson, n. 1969)
- Jennifer Mischiati, attrice e modella italiana (Roma, n. 1986)
- Jennifer Morrison, attrice statunitense (Chicago, n. 1979)

## O(2)
- Jennifer O'Dell, attrice statunitense (Ridgecrest, n. 1974)
- Jennifer O'Neill, attrice e modella brasiliana (Rio de Janeiro, n. 1948)

## P(1)
- Jenn Proske, attrice canadese (Toronto, n. 1987)

## R(3)
- Jennifer Rhodes, attrice statunitense (Rosiclare, n. 1947)
- Jennifer Robertson, attrice canadese (Vancouver, n. 1971)
- Jennifer Rubin, attrice e modella statunitense (Phoenix, n. 1962)

## S(6)
- Jennifer Schwalbach Smith, attrice e giornalista statunitense (Newark, n. 1972)
- Jenny Seagrove, attrice britannica (Kuala Lumpur, n. 1957)
- Jennifer Simard, attrice statunitense (Litchfield, n. 1970)
- Jennifer Sky, attrice, ex modella e attivista statunitense (Palm Beach, n. 1976)
- Jenny Slate, attrice, doppiatrice e comica statunitense (Milton, n. 1982)
- Jennifer Stone, attrice statunitense (Arlington, n. 1993)

## T(3)
- Jennifer Laura Thompson, attrice e soprano statunitense (Southfield, n. 1969)
- Jennifer Tilly, attrice, doppiatrice e giocatrice di poker statunitense (Los Angeles, n. 1958)
- Jennifer Tisdale, attrice e modella statunitense (Neptune, n. 1981)

## U(1)
- Jennifer Ulrich, attrice tedesca (Berlino, n. 1984)

## W(4)
- Jennifer Warren, attrice statunitense (New York, n. 1941)
- Jennifer Westfeldt, attrice e sceneggiatrice statunitense (Guilford, n. 1970)
- Jennifer Winget, attrice indiana (Bombay, n. 1985)
- Jenny Wright, attrice statunitense (New York, n. 1962)

## Y(1)
- Jennifer Youngs, attrice e cantante statunitense (New York, n. 1969)